# Vestvågøya
Vestvågøya o Vest-Vågøy es una isla del archipiélago Lofoten en el condado de Nordland, Noruega. La isla está ubicada dentro de la Municipalidad de Vestvågøy. La isla se encuentra entre las islas de Austvågøya y Gimsøya al noreste y Flakstadøya al suroeste. También hay varias islas pequeñas y skerries rodeando la isla. Vestvågøya constituye más del 97% del área municipal y cerca del 99% de los habitantes del municipio viven en la isla. La autopista europea E10 cruza la isla y conecta a Flakstadøya por el túnel de Nappstraum y a Gimsøya por el puente de Sundklakkstraumen.

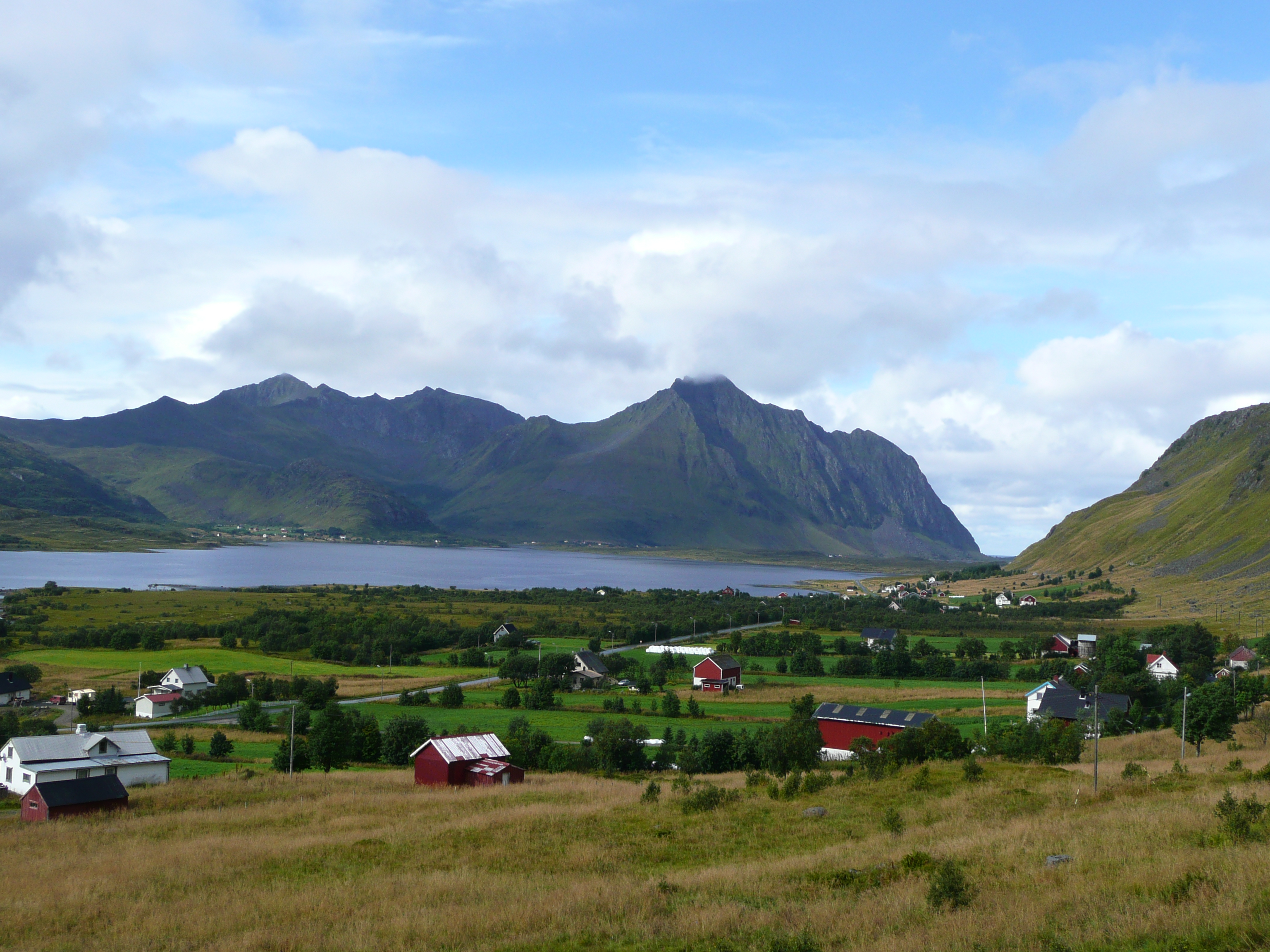
Vista desde la parte norte de la isla

La parte media de la isla es relativamente plana y pantanosa, mientras que las partes exteriores en el norte y el sur son montañosas. El punto más alto de la isla es la montaña Himmeltinda de 964 metros de altura. Las partes planas de la isla son en su mayoría tierras agrícolas. Hay un pueblo en la isla (Leknes) y varias localidades grandes en la isla, entre ellos Stamsund, Ballstad y Gravdal.
En Vestvågøya las montañas tienen pendientes empinadas hacia el mar abierto en el noroeste y sureste, mientras que las pendientes que apuntan hacia el interior de la isla son más suaves. Esto es el resultado de la erosión que actúa sobre un paisaje que se ha levantado a lo largo de fallas con tendencia sudoeste-noroeste en los márgenes de Lofoten mientras que el eje interior se ha mantenido más estable.